# Схелфхаут, Андреас
Андреас Схелфхаут (нидерл. Andreas Schelfhout; 16 февраля 1787, Гаага — 19 апреля 1870, там же) — голландский живописец-пейзажист.

## Жизнь и творчество
А. Схелфхаут был учеником театрального художника Иоганнеса Бреккенхеймера, однако основной темой его произведений стала пейзажная живопись. В 28-летнем возрасте к нему пришло признание, после создания картины «Зимний пейзаж». Зимние ландшафты, помимо видов родной Голландии, всегда привлекали внимание художника.
В 1919 году Схелфхаут был награжден почётной медалью на выставки искусств в Антверпене.
Ранние работы Андреаса Схелфхаута выполнены в стиле старых голландских мастеров; позднее художник нашёл собственный «почерк», особенно ярко отражённый именно в его «зимних» картинах. Писал в основном небольшие, малоформатные картины. Произведения этого художника можно увидеть в музеях Амстердама, Гааги, Харлема, Роттердама, Энсхеде, Гента.
Его акварельные работы оказали большое влияния на таких художников как: Иохан Хендрик Вейсенбрух,Виллема Рулофса, в будущем видных представителей гаагской школы.
Учеником А. Схелфхаута был живописец Шарль Лейкерт.

## Галерея

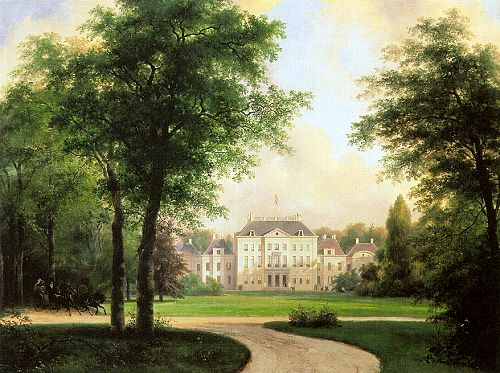
Дворец Хет-Лоо (1838)
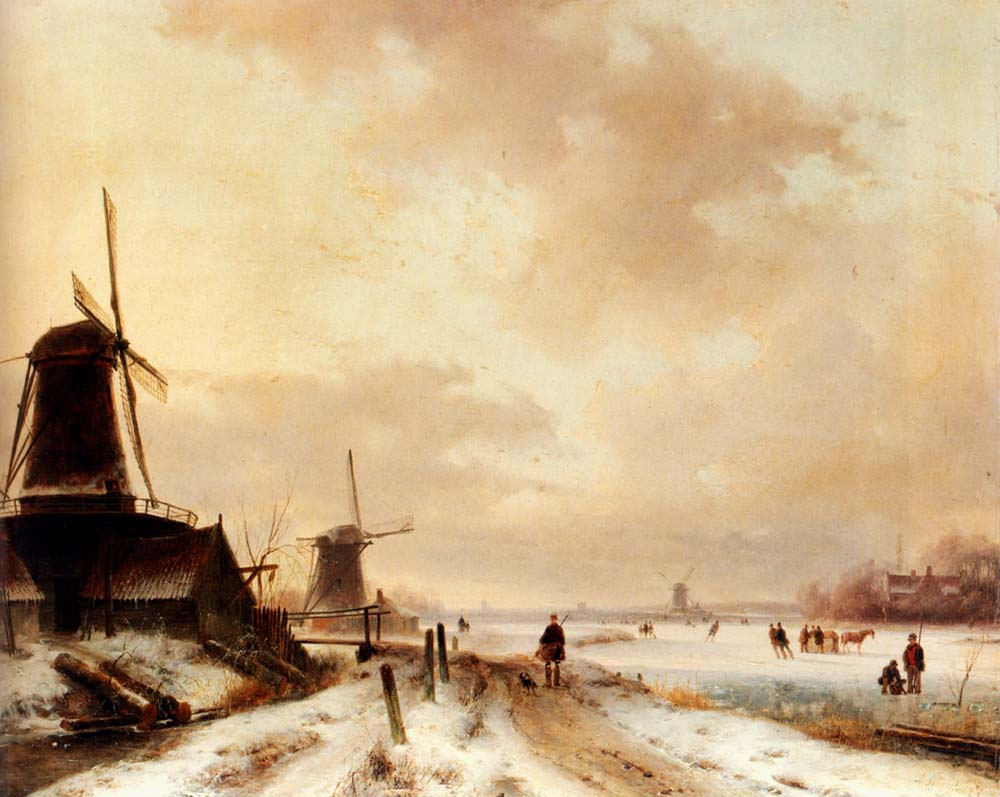
Зимний пейзаж с охотником, проходящим мимо мельниц вдоль замёрзшей реки
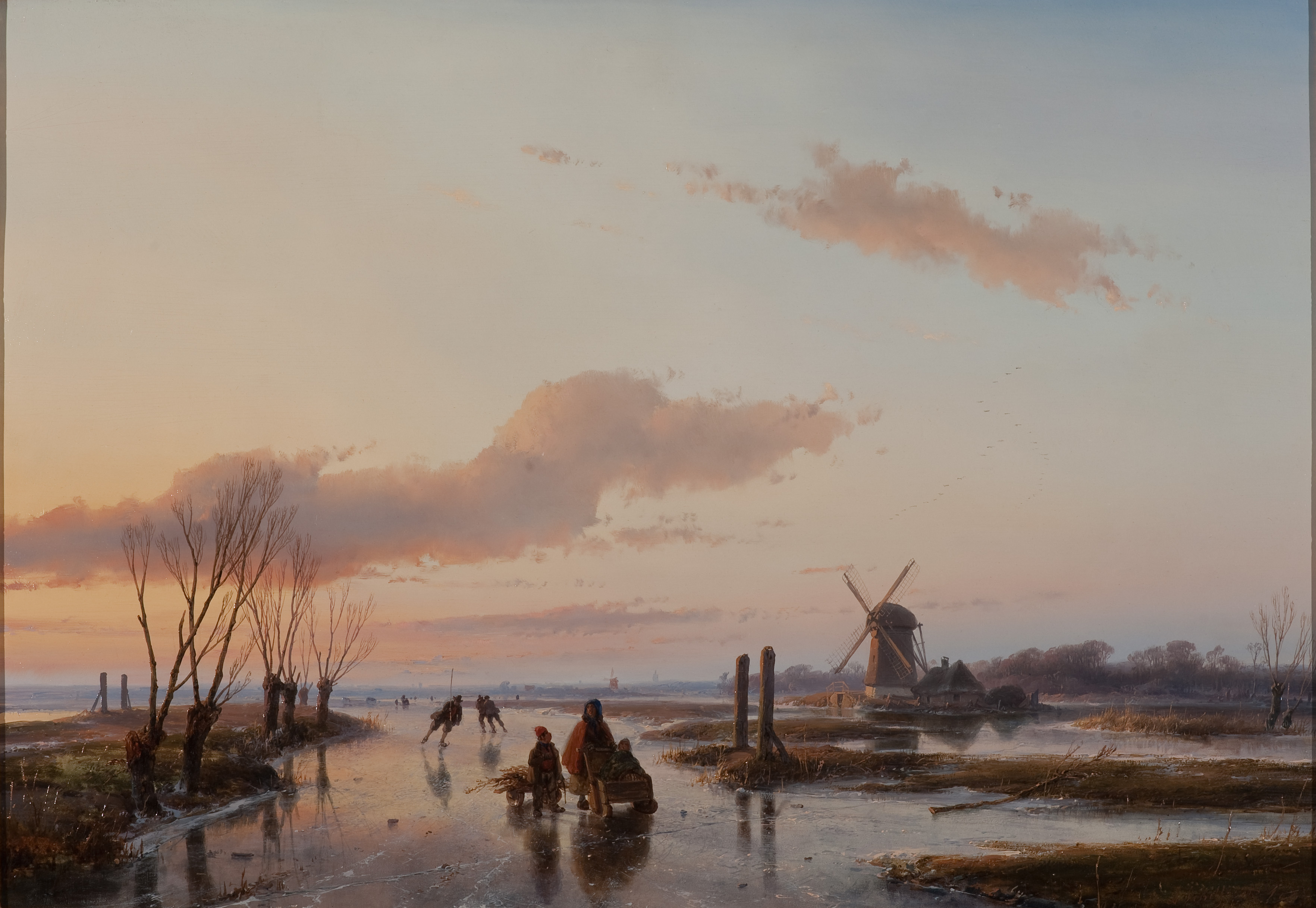
Зимний Канал, 1845